# Ahvaz
Ahvaz (perz. اهواز) je grad u Iranu i sjedište pokrajine Huzestan. Smješten je u dolini na obali rijeke Karun, oko 120 km sjeverno od važne luke Abadana. Grad je osnovan u starom vijeku o čemu svjedoče Darijevi epigrafski natpisi u Nakš-e Rustamu gdje se Ahvaz spominje pod imenima Hadža ili Hudža, a postoji vjerojatnost da je postojao i tijekom elamskog razdoblja. U ranom islamskom razdoblju grad je bio poznat kao proizvodni centar šećerne trske, te po brojnim uglednim znanstvenicima. Početkom 20. stoljeća u okolici Ahvaza otkrivena su velika nalazišta nafte što je rezultiralo snažnim razvojem grada. Stanovništvo grada sastoji se većinom od iranskih Arapa i Perzijanaca. Prema popisu stanovništva iz 2006. godine u Ahvazu je živjelo 969.843 ljudi.

## Poveznice
- Zračna luka Ahvaz

## Vanjske poveznice
- (perz.) [neaktivna poveznica]

Ostali projekti
|  | Zajednički poslužitelj ima još gradiva o temi Ahvaz |